# Sempe
Sempe is een bestuurslaag in het regentschap Sumbawa van de provincie West-Nusa Tenggara, Indonesië. Sempe telt 997 inwoners (volkstelling 2010).